# Naučná stezka Diery
Naučná stezka Diery, slovensky Náučný chodník Diery a anglicky Interpretive Trail Diery, je naučná stezka na území obce Terchová v okrese Žilina v Žilinském kraji na Slovensku. Nachází se také v pohoří Kysucká vrchovina a Krivánská Fatra v národní přírodní rezervaci Rozsutec v Národním parku Malá Fatra. Hlavním lákadlem stezky jsou malebné hluboké horské soutěsky Jánošíkove diery, Nové diery a Dolné diery s četnými vodopády.

## Historie a popis
Naučná stezka Diery byla postavena v roce 1974 a má délku 4,9 km a výškové převýšení 290 m. V podstatné časti vede po technických pomůckách (lávky, reřetězy, žebříky).

### Trasa
Terchová-Biely Potok – kaňon Jánošíkove diery – turistické rozcestí Ostrvné – kaňon Nové diery – turistické rozcestí Nové diery – Podžiar. Zde je možno zvolit 2 alternativní trasy, kterou je buď návrat zpět přes Dolné diery (podél Hlbokého potoka) nebo a překročit Hlboký potok a pokračovat s možností občerstvení v místních sezonních „kolibách“ na sedlo Vrchpodžiar (745 m n. m.), což je nejvyšší geografický bod celé stezky. Z Vrchpodžiaru lze následně opět zvolit další 2 alternativní trasy této naučné stezky a to buď do Terchové-Štefanové nebo Terchové-Vrátné. Některé úseky stezky jsou jednosměrné. Zaměření naučné stezky je na živou a neživou přírodu a etnografii oblasti a také obsahuje 9 druhů nečíslovaných informačních panelů.

### Informační panely
1. Úvod
2. Veľké šelmy
3. Vtáky
4. Osídlenie
5. Ekosystémy vôd
6. Kaňony, vodopády
7. Lesné ekosystémy
8. Flóra
9. Fauna

## Další informace
Naučná stezka Diery je obvykle celoročně volně přístupná a navazuje na další turistické trasy. V zimním období mohou být někdy vhodné i mačky.

## Galerie

Zastavení na naučné stezce

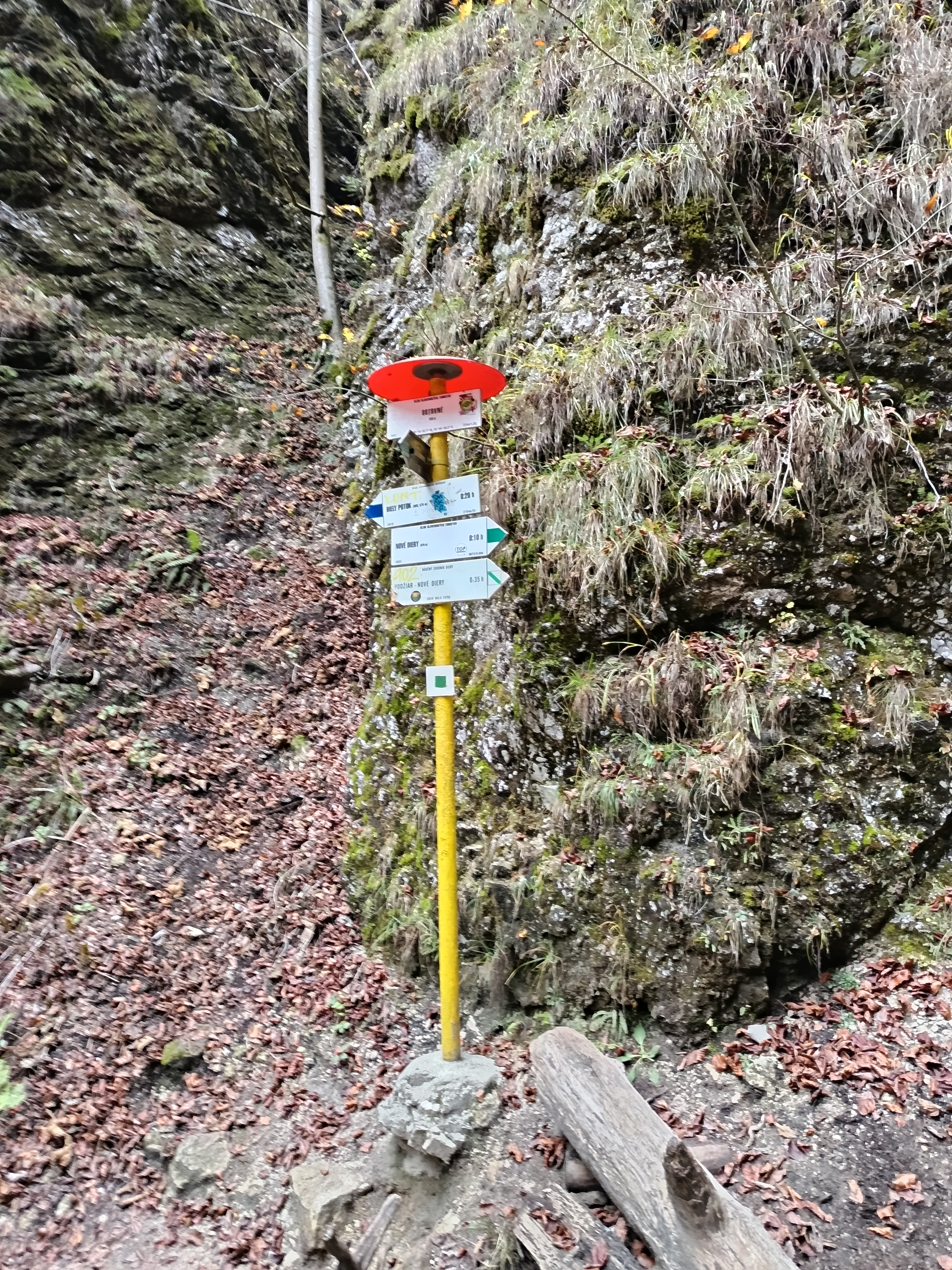
Turistický rozcestník Ostrvné
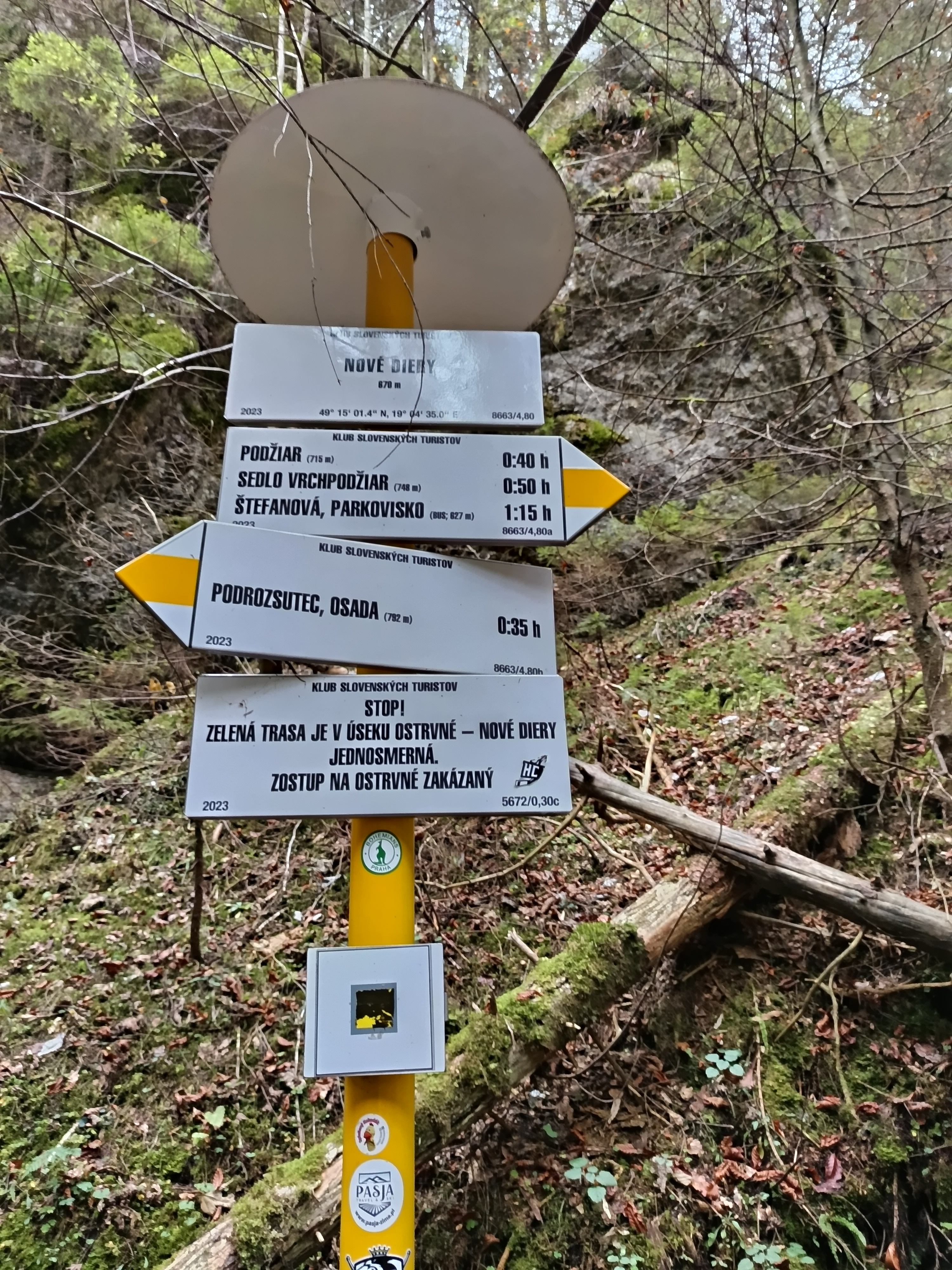
Turistický rozcestník Nové diery